# Jean Sibelius
Johan Julius Christian Sibelius (født 8. december 1865 i Hämeenlinna, Storfyrstendømmet Finland, død 20. september 1957 i Ainola, Finland) var en finsk komponist og violinist. Han er Finlands nationalkomponist og er en af de mest anerkendte internationale komponister fra tiden omkring 1900, og han hører sammen med Carl Nielsen (Danmark), Edvard Grieg (Norge) og Bedřich Smetana (Tjekkiet) til nationalromantiske komponister. Sibelius blev født i Finland, da landet var under russisk herredømme. Hans musik har spillet en vigtig rolle i dannelsen af en national finsk identitet. Finlands store musikkonservatorium, Sibelius-akademiet et af de største i Europa, blev i 1939 opkaldt efter ham.
Hans mest berømte kompositioner er Finlandia, Valse Triste, violinkoncerten, Karelia-suiten og Tuonela-svanen. Han skrev også meget, som var inspireret af Kalevala (en samling af sagaer, sange og myter fra den finske mytologi) og syv symfonier. Den 1., 2. og 5. er de mest populære af symfonierne med deres heroiske præg og romantiske tonesprog. Andre værker er inspirerede af naturen, den nordiske mytologi og det finske nationalepos Kalevalas over hundrede sange til klaver, musik til adskillige skuespil, operaen Jomfruen i tornet, kammermusik, klavermusik og 21 samlinger af kormusik.
Sibelius komponerede musik til midt i 1920'erne, men efter at have afsluttet sin 7. symfoni i 1924, den sparsomme musik til Stormen 1926 og tonedigtet Tapiola i 1926, ophørte han med at producere store værker, en forbløffende tilbagegang der almindeligvis kaldes "Stilheden på Järvenpää". Selv om han holdt op med at komponere stor musik, forsøgte han at skrive udkast til en 8. symfoni. I sit senere liv skrev han musik til frimurerne og omskrev tidligere værker samtidig med, at han bevarede en aktiv men ikke altid gunstig interesse for musikudviklingen.
Den finske 100-mark seddel bar hans billede til 2002, da euroen blev indført. Siden 2011 har Finland markeret en flagdag den 8. december, komponistens fødselsdag, også kendt som "Den finske musiks Dag". I 2015, 150-årsdagen for komponistens fødsel, blev der afholdt en række specielle koncerter og arrangementer, især i Helsinki.

## Liv og virke

### Tidlige år
Sibelius blev født den 8. december 1865 i Hämeenlinna i Storhertugdømmet Finland, en selvstændig del af det russiske imperium. Han var søn af den svensktalende læge Christian Gustaf Sibelius og Maria Charlotta Sibelius (født Borg). Familienavnet stammer fra Sibbe-ejendommen i Øst-Uusimaa, som hans farfars farfar ejede. Sibelius far døde af tyfus i juli 1868 og efterlod betydelig gæld. Hans mor, der var gravid, blev nødt til at sælge deres ejendom og flytte familien hjem til sin mor Katarina Borg, der også var enke og boede i Hämeenlinna. Sibelius blev opdraget i et afgjort kvindeligt miljø, hvor den eneste mand var hans onkel, Pehr Ferdinand Sibelius, der var interesseret i musik, især violin. Det var ham, der gav drengen en violin, da han var ti år gammel og opfordrede ham til at bevare sin interesse for komposition. For Sibelius var hans onkel Pehr ikke blot som en far, men tillige som en musikalsk rådgiver.
Allerede tidligt viste Sibelius stærk interesse for naturen og gik ofte rundt på landet, da familien flyttede til Loviisa ved kysten i sommermånederne. Med hans egne ord: "Loviisa repræsenterede sol og lykke for mig. Hämeenlinna var, hvor jeg gik i skole, Loviisa var frihed." Det var i Hämeenlinna, da han var syv år gammel, at hans tante Julia blev tilkaldt for at give ham klaverundervisning på familiens opretstående instrument og slog ham over fingrene, hver gang han spillede forkert. Han udviklede sig ved at improvisere, mens han lærte at læse noder. Han gik over til at spille violin, som herefter blev hans foretrukne instrument. Han deltog i trioer med sin ældre søster Linda på klaver og sin yngre broder Christian på cello. (Christian Sibelius blev en fremtrædende psykiater, som stadig huskes for sit bidrag til den moderne psykiatri i Finland). Desuden spillede Sibelius ofte i kvartetter med nabofamilier, hvilket gav ham oplevelser med kammermusik. Fragmenter fra hans tidlige kompositioner har overlevet fra denne periode, f.eks. en trio, en klaverkvartet og en suite i D - dur for violin og klaver. Omkring 1881 nedskrev han pizzicato-stykket "Vattendropper" (Vanddråber) for violin og cello på papir, selvom det måske egentlig kun var en musikalsk øvelse. Det første skriftlige vidnesbyrd, om at han selv komponerede, findes i et brev fra august 1883, hvori han skriver, at han har komponeret en trio og arbejdede på en anden: "De er ret sølle, men det er rart at have noget at lave på regnvejrsdage." I 1881 begyndte han at tage violinundervisning hos den lokale orkesterleder, Gustaf Levander, og udviklede straks en særlig interesse for instrumentet. Han satsede på en karriere som stor violinvirtuos, og det lykkedes ham hurtigt at blive en velrenommeret musiker, der fremførte Ferdinand Davids Concerto i E dur i 1886 og 87 de to sidste satser af Mendelssohns violinkoncert i Helsinki. På trods af en vis succes som instrumentalist valgte han at blive komponist.
Selvom hans modersmål var svensk, begyndte han i 1874 i Lucina Hagmans finsktalende forberedende skole. I 1876 kunne han fortsætte sin uddannelse på det finsksprogede Hämeenlinna Normal Lyceum, hvor han var en temmelig åndsfraværende elev, selv om han gjorde det rigtig godt i matematik og botanik. På trods af at han skulle gå et år om, bestod han skolens afsluttende eksamen i 1885. Det gjorde det muligt for ham at blive indskrevet på et universitet. Som dreng var han kendt som Janne, en kæleform af Johan. Imidlertid antog han i løbet af sine studieår den franske form Jean, inspireret af hans afdøde søfarende onkel. Derefter blev han kendt som Jean Sibelius.

### Studier og tidlig karriere
Efter gymnasiet i 1885 begyndte Sibelius at studere jura på det kejserlige Alexander Universitet i Finland, men viste sig langt mere interesseret i musik. Han flyttede snart til Helsinki Musik Institut (nu Sibelius-akademiet), hvor han studerede fra 1885 til 1889. En af hans lærere var dets grundlægger, Martin Wegelius, der gjorde meget for at støtte og fremme uddannelser i Finland. Det var ham, der gav den selvlærte Sibelius de første lektioner i komposition. En anden vigtig indflydelse var hans lærer Ferruccio Busoni, pianist og komponist med hvem han udviklede et livslangt venskab. Hans tætte vennekreds omfattede pianisten og forfatteren Adolf Paul og dirigenten Armas Järnefelt, som introducerede ham til sin indflydelsesrige familie, herunder sin søster Aino, som skulle blive Sibelius kone. Det mest bemærkelsesværdige af hans værker i denne periode var violin Sonata i F, der minder om kompositioner af Grieg.
Sibelius fortsatte sine studier i Berlin fra 1889 til 1890 med Albert Becker og i Wien fra 1890 til 1891 med Robert Fuchs og den ungarsk-jødiske Karl Goldmark. I Berlin havde han mulighed for at udvide sit kendskab til musikken ved at opleve en række koncerter og operaer som premieren på Richard Strauss' Don Juan. Han var også til stede, da den finske komponist Robert Kajanus dirigerede Berliner Philharmonikerne ved en koncert med det symfoniske digt Aino, et patriotisk stykke, der måske har inspireret Sibelius til at vise interesse for at bruge det episke digt Kalevala som grundlag for sine egne kompositioner. I Wien blev han særlig interesseret i kompositioner af Anton Bruckner, som han for en tid betragtede som "den største levende komponist", selv om han fortsat viste interesse for Beethoven og Wagner. Han nød sit år i Wien; han festede og spillede ofte med sine nye venner. Det var også i Wien, at han vendte sig mod orkesterkomposition og arbejdede på en Overture i E- mol og en Scène de Ballet. Han blev ramt af sygdom, men blev rask igen efter en galdestensoperation. Kort efter, at han vendte tilbage til Helsinki, opnåede Sibelius glæden at fremføre sin Overture og Scène de Ballet ved en populær koncert. Han fortsatte også arbejdet med Kullervo, da han havde udviklet interesse for alt finsk. Stykket havde premiere i Helsinki den 28. april 1892 og var en enorm succes.
Det var på den tid, at Sibelius endelig opgav sine ambitioner om at blive værdsat som violinist:
"Min tragedie var, at jeg ville være en berømt violinist for enhver pris. Siden jeg var 15 år gammel havde jeg spillet violin praktisk talt fra morgen til aften. Jeg hadede pen og blæk - desværre foretrak jeg en elegant violinbue. Min kærlighed til violinen varede ganske længe, og det var en meget smertefuld opvågning, da jeg måtte indrømme, at jeg var begyndt min træning som virtuos for sent."
Ud over den tid han studerede i Wien og Berlin (1889-91), rejste han i 1900 til Italien, hvor han var et år med sin familie. Han komponerede, ledede og engagerede sig aktivt i de skandinaviske lande, Storbritannien, Frankrig og Tyskland og rejste senere til USA.

### Ægteskab og stigen til berømmelse
Mens Sibelius studerede musik i Helsinki i efteråret 1888, inviterede Armas Järnefelt, en ven fra Musikinstituttet, ham hjem. Der mødtes han og blev straks forelsket i Aino, den 17-årige datter af general Alexander Järnefelt, guvernør i Vaasa og Elisabeth Clodt von Jürgensburg, en baltisk aristokrat. Brylluppet stod den 10. juni 1892 i Maxmo. Bryllupsrejse gik til Karelen, Kalevalas hjem. Den inspirerede Sibelius til tonedigtet "En saga", Lemminkäinen-legenderne og "Karelia Suite".
Deres hjem, Ainola, blev opført ved Tuusula-søen, Järvenpää i 1903. I deres år i Ainola fik de seks døtre: Eva, Ruth, Kirsti (som døde meget ung af tyfus), Katarina, Margareta og Heidi. Eva giftede sig med industriarvingen Arvi Paloheimo og blev administrerende direktør for Paloheimo Corporation. Ruth Snellman var en fremtrædende skuespillerinde, Katarina Ilves giftede sig med en bankmand, og Heidi Blomstedt var designer, hustru til arkitekt Aulis Blomstedt. Margareta gifte sig med dirigenten Jussi Jalas, Aulis Blomstedts broder.
I 1892 markerede Kullervo, at Sibelius fokus var rettet mod orkestermusik. Det blev beskrevet af komponisten Aksel Törnudd som "en vulkansk udbrud", mens Juho Ranta, der sang i koret, udtalte: "Det var finsk musik." I slutningen af dette år døde komponistens bedstemor Katarina Borg. Sibelius kom til hendes begravelse og besøgte sit hjem i Hämeenlinna en sidste gang, før huset blev solgt. Den 16. februar 1893 blev den første (udvidede) version af "En saga" præsenteret i Helsinki, selvom den ikke blev for godt modtaget. Kritikerne antydede, at overflødige sektioner burde fjernes (som i Sibelius 1902-version). Endnu mindre vellykket var Kullervos tre forestillinger i marts, som en kritiker fandt uforståelig, og som manglende vitalitet. Efter fødslen af Sibelius første barn Eva, fik premieren på hans korarbejde Väinämöinens bådtur stor succes med rosende omtale i pressen.
Den 13. november 1893 fik den fulde version af "Karelia" premiere på en studenterforeningsgalla i Seurahuone (forsamlingshus) i Viipuri i samarbejde med kunstneren Axel Gallén og billedhuggeren Emil Wikström, der tegnede scenedekorationerne. Mens den første præstation var vanskelig at værdsætte pga. publikums baggrundsstøj, var en anden præstation den 18. november heldigere. Desuden præsenterede Sibelius den 19. og 23. september en udvidet udgave af arbejdet i Helsinki, der fremførtes af det filharmoniske samfunds orkester. Sibelius musik blev i stigende grad præsenteret i Helsingfors koncertsale. I 1894-95 sæsonen blev værker som "En saga", "Karelia" og "Vårsång" (komponeret i 1894) fremført ved mindst 16 koncerter i hovedstaden, for ikke at nævne dem i Åbo. Komponisten Oskar Merikanto, som blev udført i en revideret version den 17. april 1895, hilste "Vårsång" som "den smukkeste blomst blandt Sibelius orkesterstykker".
I en længere periode arbejdede Sibelius på en opera, Veneen Luominen, der igen var baseret på Kalevala. Til en vis grad var han kommet under Wagners indflydelse, men vendte sig senere til Liszts tonedigte som inspiration. Tilpasset af materiale til operaen, som han aldrig afsluttede, bestod hans Lemminkäinen Suite af fire legender i form af tonedigte. De blev førsteopført i Helsinki den 13. april 1896 til et fuldt hus. I modsætning til Merikantos entusiasme for den finske kvalitet af arbejdet, fandt kritikeren Karl Flodin cor anglais-soloen i Tuonela "utroligt lang og kedelig" , selvom han betragtede den første legende, Lemminkäinen og pigerne på øen som toppen af Sibelius' præstation.
For at betale sine udgifter påtog Sibelius sig fra 1892 undervisningsopgaver ved Musikinstituttet og på Kajanus' skole, men det gav ham ikke tilstrækkelig tid til at komponere. Situationen forbedredes betydeligt, da han i 1898 blev tildelt et betydeligt årligt tilskud, først i ti år og senere livsvarigt. Han kunne færdiggøre musikken til Adolf Pauls skuespil Kong Christian II. Fremført den 24. februar 1898 appellerede dens iørefaldende melodier til offentligheden. Resultatet var, af fire populære stykker fra stykket blev udgivet i Tyskland og solgt godte i Finland. Da orkesterpakken blev opført i Helsinki i november 1898, kommenterede Sibelius: "Musikken lød fremragende, og tempoet synes at være rigtigt. Jeg tror, det er første gang, jeg har formået at gøre noget komplet." Arbejdet blev også udført i Stockholm og Leipzig.
I januar 1899 indledte Sibelius sin 1. symfoni, hvor hans patriotiske følelser blev forstærket af den russiske kejser Nikolaj II's forsøg på at begrænse Storhertugdømmet Finlands selvstyre. Symfonien blev godt modtaget af alle, da den blev førsteopført i Helsinki den 26. april 1899. Men programmet fremhævede også den endnu mere overbevisende patriotiske Athenernes Sang for drenge- og mandskor. Sangen gav straks Sibelius status som nationalhelt. Et andet patriotisk arbejde fulgte den 4. november i form af otte tableauer, der skildrer episoder fra finsk historie kendt som pressefest musik. Den var skrevet til støtte for de ansatte ved avisen Päivälehti, som blev suspenderet efter redaktionel kritik af russisk lovgivning. Det sidste tableau, Finland Vågner, var særlig populært; efter mindre revisioner blev det til den velkendte Finlandia.
I februar 1900 var Sibelius og hans kone bedrøvede efter deres yngste datters død. Ikke desto mindre drog Sibelius om foråret en international tur med Kajanus og hans orkester og præsenterede sine seneste værker (herunder en revideret version af hans første symfoni) i tretten byer som Stockholm, København, Hamburg, Berlin og Paris. Kritikerne var yderst positive og skrev deres entusiastiske anmeldelser i Berliner Börsen-Courier, Berliner Fremdenblatt og Berliner Lokal Anzeiger.
Under en rejse med sin familie til Rapallo i Italien i 1901, begyndte Sibelius at skrive sin 2. symfoni, delvis inspireret af Don Juans skæbne i Mozarts Don Giovanni. Den blev afsluttet i begyndelsen af 1902 med premiere i Helsinki den 8. marts. Arbejdet blev modtaget med finsk entusiasme. Merikanto følte at det overgik "selv de dristigste forventninger", mens Evert Katila kaldte det "et absolut mesterværk". Også Flodin skrev om en symfonisk sammensætning "som vi aldrig har haft lejlighed til at lytte til før".
Sibelius tilbragte sommeren i Tværminne ved Hanko, hvor han arbejdede på sangen "Var det en drøm" og på en ny version af En saga. Da den blev opført i Berlin med Berliner Philharmonikerne i november 1902 fastslog den komponistens omdømme i Tyskland, som hurtigt førte til udgivelsen af hans 1. symfoni.
I 1903 tilbragte Sibelius meget af sin tid i Helsinki, hvor han hengav sig til drikkeri og spisning med store regninger i restauranterne. Men han fortsatte med at komponere, en af hans store succeser var Valse Triste, et af seks stykker af tilfældig musik, han komponerede til svogeren Arvid Järnefelts skuespil Kuolema (Død). Af pengemangel solgte han stykket billigt, og det opnåede hurtigt stor popularitet både i Finland og internationalt. Under hans lange ophold i Helsinki skrev Sibelius' kone Aino ofte til ham og bad ham om at vende hjem, men til ingen nytte. Selv da deres fjerde datter, Katarina, blev født, fortsatte han med at arbejde hjemmefra. Tidligt i 1904 afsluttede han sin violinkoncert, men den første offentlige fremførelse den 8. februar var ikke en succes. Det førte til en revideret, sammentrængt version, der blev opført i Berlin året efter.

### Flytning til Ainola
I november 1903 begyndte Sibelius at bygge sit nye hjem Ainola (Ainos sted) ved søen Tuusula, ca. 45 km nord for Helsinki. For at dække omkostningerne gav han koncerter i Helsinki, Åbo og Vaasa i begyndelsen af 1904 samt i Tallinn i Estland og i Letland i løbet af sommeren. Familien var endelig i stand til at flytte ind i den nye ejendom den 24. september 1904. Med venner i det lokale kunstneriske samfund som malerne Eero Järnefelt og Pekka Halonen og romanforfatteren Juhani Aho.
I januar 1905 vendte Sibelius tilbage til Berlin, hvor han dirigerede sin 2. symfoni. Koncerten var vellykket, men den modtog den blandede anmeldelser, nogle meget positive, mens de i Allgemeine Zeitung og Berliner Tageblatt var mindre entusiastiske. Tilbage i Finland omskrev han den stadig mere populære Pelléas og Mélisande som en orkestersuite. I november besøgte han første gang Storbritannien, tog til Liverpool, hvor han mødte Henry Wood. Den 2. december opførte han 1. Symfoni og Finlandia og skrev til Aino, at koncerten havde været en stor succes og rost.
I 1906 tilbragte Sibelius efter et kort, lidt uventet ophold i Paris i begyndelsen af året flere måneder med at komponere i Ainola. Det store værk i perioden er Pohjolas Datter, endnu et stykke baseret på Kalevala. Senere på året komponerede han tilfældig musik til Belshazzar's Feast og skrev den også som orkestersuite. Han sluttede året med en række koncerter, den mest succesfulde var Pohjolas Datters første offentlige forestilling ved Mariinskij-teatret i Sankt Petersborg.

### Opgang og nedtur
Fra begyndelsen af 1907 begyndte Sibelius igen på et overdrevet drikkeri og spisning i Helsinki og brugte formuer på champagne og hummer. Hans livsstil havde en katastrofal virkning på Ainos sundhed. Hun måtte indlægges på et sanatorium som følge af udmattelse. Mens hun var væk, besluttede Sibelius at stoppe med at drikke og koncentrere sig om at komponere sin tredje symfoni. Han afsluttede arbejdet tidsnok til en forestilling i Helsinki den 25. september. Selvom dens mere klassiske tilgang overraskede publikum, udtalte Flodin, at det var "internt nyt og revolutionerende".
Kort efter mødte Sibelius Gustav Mahler i Helsinki. De var enige om, at de med hver ny symfoni mistede dem, der var blevet tiltrukket af deres tidligere værker. Det blev især demonstreret i Sankt Petersborg, hvor den tredje symfoni blev opført i november 1907 med afvisende anmeldelser. Dens modtagelse i Moskva var langt mere positiv.
I 1907 gennemgik Sibelius en alvorlig operation for halskræft. I begyndelsen af 1908 måtte Sibelius på hospitalet. Hans rygning og drikkeri var nu blevet livstruende. Selvom han annullerede koncerter i Rom, Warszawa og Berlin, gennemførte han et engagement i London, men heller ikke der formåede hans 3. symfoni at behage kritikerne. I maj 1908 blev Sibelius sundhedstilstand yderligere forværret. Han rejste med sin kone til Berlin for at få en svulst fjernet i halsen. Efter operationen lovede han at opgive at ryge og drikke en gang for alle. Virkningen af denne kontakt med døden skal have inspireret værker, som Luonnotar og den fjerde symfoni.

### Mere behagelige tider
I 1909 resulterede den vellykkede halsoperation i fornyet lykke mellem Sibelius og Aino i familiens hjem. Også i Storbritannien blev han godt modtaget, da han fremførte En saga, Finlandia, Valse Triste og Spring Song for et entusiastisk publikum. Et møde med Claude Debussy gav yderligere støtte. Efter en anden uforglemmelig tur til Paris rejste han til Berlin, hvor han var lettet over at høre, at hans halsoperation var vellykket.
Sibelius begyndte at arbejde på sin 4. symfoni i begyndelsen af 1910, men hans svindende midler krævede også, at han skrev en række mindre stykker og sange. I oktober gennemførte han koncerter i Kristiania (nu Oslo) hvor Dryaden og In Memory blev uropført. Hans Valse Triste og 2. Symfoni blev særlig godt modtaget. Han rejste til Berlin for at fortsætte arbejdet med sin 4. symfoni; finalen blev skrevet efter at han var vendt tilbage til Järvenpää.
Sibelius gennemførte sine første koncerter i Sverige i begyndelsen af 1911, da selv hans 3. symfoni blev hilst velkommen af kritikerne. Han afsluttede den 4. symfoni i april, men som forventet med den introspektive stil blev den ikke særligt varmt modtaget, da han førsteopførte den i Helsinki, hvor den fik blandede anmeldelser. Bortset fra en tur til Paris, hvor han oplevede en opførelse af Richard Strauss Salome, var resten af året ret uproduktivt. I 1912 afsluttede han sit korte orkesterværk Scènes historiques II. Det blev først fremført i marts sammen med 4. symfoni. Koncerten blev gentaget to gange for et entusiastisk publikum og kritikere som Robert Kajanus. Den 4. symfoni blev også godt modtaget i Birmingham i september. I marts 1913 blev den fremført i New York, mens en stor del af publikum forlod koncerthallen mellem satserne i oktober ved en koncert dirigeret af Carl Muck, hvilket Boston American betegnede som en "trist fejltagelse".
Sibelius første vigtige komposition i 1913 var tonedigtet Sävellys, som han fremførte i marts for et respektfuldt publikum i Helsinki. Han fortsatte med at komponere Luonnotar (Naturens datter) for sopran og orkester. Med en tekst fra Kalevala blev den først udført på finsk i september 1913 af Aino Ackté (til hvem den var dedikeret) på musikfestivalen i Gloucester i England. I begyndelsen af 1914 tilbragte Sibelius en måned i Berlin, hvor han især var tiltrukket af Arnold Schönberg. Tilbage i Finland begyndte han at arbejde på The Oceanides, som den amerikanske millionær Carl Stoeckel havde bestilt til Norfolk Music Festival. Efter først at komponere arbejdet i Des mol gennemførte Sibelius substantielle revisioner og præsenterede en D-molversion i Norfolk, som blev godt modtaget, ligesom Finlandia og Valse triste. Henry Krehbiel betragtede The Oceanides en af de smukkeste stykker musik om havet, der nogensinde var komponeret, mens The New York Times kommenterede, at Sibelius musik var det mest bemærkelsesværdige bidrag til musikfestivalen. I Amerika modtog Sibelius et æresdoktorat fra Yale Universitet og næsten samtidig en fra Helsingfors Universitet, hvor han var repræsenteret af Aino.

### Årene under 1. verdenskrig
Mens han rejste tilbage fra USA, hørte Sibelius om begivenhederne i Sarajevo, der førte til udbruddet af 1. verdenskrig. Selv om han var langt væk fra kampene, blev hans royalties (det vil sige betalinger for fremførelsen af hans værker) fra udlandet afbrudt. For at få økonomien til at hænge sammen, blev han tvunget til at komponere mange mindre værker til offentliggørelse i Finland. I marts 1915 kunne han rejse til Göteborg i Sverige, hvor hans Oceanides blev virkelig værdsat. Mens han arbejdede på sin femte symfoni i april, så han 16 svaner, der fløj forbi og inspirerede ham til at skrive finalen. "En af de store oplevelser i mit liv!" kommenterede han. Selv om der kun skete beskedne fremskridt på symfonien under sommeren, kunne han afslutte den på sin 50 års fødselsdag den 8. december.
På hans fødselsdagsaften dirigerede Sibelius førsteopførelsen af Femte Symfoni i Helsingfors Fondsbørs. På trods af stor ros fra Kajanus var komponisten ikke tilfreds med sit arbejde og begyndte snart at revidere det. Omkring denne tid kom Sibelius stadig dybere i gæld. Flygelet, han havde modtaget som gave, var nær ved at blive konfiskeret af fogederne, da sangeren Ida Ekman betalte en stor del af sin gæld efter en vellykket fondskampagne.
Et år senere, den 8. december 1916, præsenterede Sibelius den reviderede version af sin femte symfoni i Turku, der kombinerede de to første satser og forenklede finalen. Da den blev opført en uge senere i Helsinki, var Katila meget velvillig, men Wasenius kritiserede forandringerne, hvilket førte komponisten til at omskrive den igen.
Fra begyndelsen af 1917 begyndte Sibelius at drikke igen og det udløste skænderier med Aino. Deres forhold forbedrede sig med den spændte situation som følge af starten på den russiske revolution. Ved årets udgang havde Sibelius komponeret sin Jægermarch (Jääkärimarss). Stykket viste sig særdeles populært, da det finske parlament accepterede senatets uafhængighedserklæring fra Rusland i december 1917. Jægermarch, der først blev spillet den 19. januar 1918, glædede Helsinki-eliten i kort tid indtil begyndelsen af den finske borgerkrig den 27. januar. Sibelius støttede naturligvis de hvide, men som en tolstojaner havde Aino Sibelius også nogen sympati for de røde.
I februar blev huset Ainola søgt to gange af den lokale røde garde på udkig efter våben. I løbet af krigens første uger blev nogle af hans bekendte dræbt i volden, og hans broder, psykiater Christian Sibelius, blev anholdt, da han nægtede at reservere senge til de røde soldater, der havde lidt under granatchock ved fronten. Sibelius 'venner i Helsinki var nu bekymrede for hans sikkerhed. Komponisten Robert Kajanus havde forhandlinger med den øverste redaktør Eero Haapalainen, en rødgardist, som garanterede Sibelius en sikker rejse fra Ainola til hovedstaden. I februar eskorterede en gruppe af rødgardister familien til Helsinki. Endelig besatte de tyske tropper i 12-13 april byen, og den røde periode var forbi. En uge senere gav Helsinki Philharmonic Orchestra en koncert for den tyske kommandør Rüdiger von der Goltz, Sibelius afsluttede begivenheden ved at fremføre Jægermarch.

### Genoplivet fremgang
I begyndelsen af 1919 besluttede Sibelius entusiastisk at ændre sit billede og fjerne sit tyndere hår. I juni besøgte han sammen med Aino København på sin første tur uden for Finland siden 1915, og dirigerede sin anden symfoni med succes. I november gennemførte han den endelige version af hans femte symfoni, der modtog gentagne ovationer fra publikum. Ved årets udgang arbejdede han allerede på sin sjette symfoni.
I 1920, på trods af en voksende rysten i sine hænder, komponerede Sibelius Jordens Salme til en tekst af digteren Eino Leino til Suomen Laulu Koor (Finsk Sangkor) og orkestrerede hans Valse lyrique, under indflydelse af vin. På sin fødselsdag i december 1920 modtog Sibelius en donation på 63.000 mark, en betydelig sum, som tenoren Wäinö Sola havde rejst fra finske virksomheder. Selvom han brugte nogle af pengene til at reducere sin gæld, tilbragte han også en uge med overdrevne fejringer i Helsinki.
Sibelius nød en meget succesrig tur til England i begyndelsen af 1921 - der omfattede flere koncerter rundt om i landet, herunder fremførelser af den fjerde og femte symfoni, The Oceanides, den altid populære Finlandia og Valse triste. Umiddelbart bagefter dirigerede han den anden symfoni og Valse triste i Norge. Han begyndte at lide af udmattelse, men kritikerne forblev positive. Da han kom tilbage til Finland i april, dirigerede han Lemminkäinens Tilbagevenden og Femte Symfoni under de Nordiske Musikdage.
Tidligt i 1922 besluttede Sibelius, efter at have lidt af hovedpine, at anskaffe briller, selvom han aldrig bar dem på fotografier. I juli blev han trist af hans broder Christians død. I august sluttede han sig til de finske frimurere og komponerede rituel musik til dem. I februar 1923 førsteopførte han sin sjette symfoni. Evert Katila roste den højt som "ren idyl". Før året sluttede havde han også lavet koncerter i Stockholm og Rom, den første til stor anerkendelse, den anden til blandede anmeldelser. Han fortsatte derefter til Göteborg, hvor han nød en ekstatisk modtagelse trods ankomst til koncertsalen lidende under overdreven nydelse af mad og drikke. På trods af at han fortsatte med at drikke til Ainos fortvivlelse, lykkedes det Sibelius at færdiggøre sin syvende symfoni i begyndelsen af 1924. I marts fik den under navnet Fantasia sinfonica sin første offentlige forestilling i Stockholm, hvor den var en succes. Det blev endnu mere værdsat på en række koncerter i København i slutningen af september. Sibelius blev hædret med ridderkorset af Dannebrogsordenen.
Han tilbragte det meste af resten af året med at hvile, da hans nylige skæbne af aktivitet var anstrengende for hans hjerte og nerver. Hans komponeren af et par små stykker skete i stigende grad under indflydelse af alkohol. I maj 1925 inviterede hans danske forlægger Wilhelm Hansen og Det Kongelige Teater ham til at komponere tilfældig musik til en opsætning af Shakespeares Stormen (originaltitel The Tempest). Han afsluttede arbejdet i god tid før dets premiere i marts 1926. Det blev godt modtaget i København, selvom Sibelius ikke var der selv.

### Sidste store bidrag
I 1926 indtraf et skarpt og varigt fald i Sibelius produktion: Efter sin syvende symfoni producerede han kun et par store værker i resten af sit liv. De to mest signifikante af disse var muligvis den komponerede musik til The Tempest og tonedigtet Tapiola. For de fleste af de sidste tredive år af sit liv undgik Sibelius endog at tale offentligt om sin musik.
Der er væsentlige tegn på, at Sibelius arbejdede på en ottende symfoni. Han lovede premieren for denne symfoni til Serge Koussevitzkij i 1931 og 1932, og en London-opførelse i 1933 under Basil Cameron blev endda annonceret til offentligheden. Det eneste konkrete bevis på symfoniens eksistens på papir er en 1933-faktura for en kopi af første sats og korte udkast fragmenter, der først blev offentliggjort og spillet i 2011. Sibelius havde altid været ret selvkritisk; han bemærkede sine nære venner: "Hvis jeg ikke kan skrive en bedre symfoni end min syvende, så skal den være min sidste." Da intet manuskript har overlevet, anser kilder det sandsynligt, at Sibelius ødelagde de fleste spor af udkastet, sandsynligvis i 1945, i hvilket år han helt sikkert overlod mange papirer til flammerne. Hans kone Aino erindrede senere:
I 1940'erne var der en stor autodafé på Ainola. Min mand indsamlede et antal af manuskripterne i en vaskekurv og brændte dem på åben ild i spisestuen. Dele af Karelia Suite blev ødelagt - jeg så senere rester af siderne, der var blevet revet ud - og mange andre ting. Jeg havde ikke styrken til at være til stede og forlod lokalet. Jeg ved derfor ikke, hvad han kastede på ilden. Men efter dette blev min mand roligere og gradvist i bedre humør.
Den 1. januar 1939 deltog Sibelius i en international radio-udsendelse, der omfattede hans dirigering af hans Andante Festivo. Koncerten blev bevaret på transkriptionsskiver og senere udgivet på CD. Dette er nok det eneste overlevende eksempel på Sibelius, der fortolker sin egen musik.

### Sidste år og død
Fra 1903 og mange år efter boede Sibelius på landet. Fra 1939 havde han og Aino igen et hjem i Helsinki, men de flyttede tilbage til Ainola i 1941, og kun sjældent besøgte de byen. Efter krigen vendte han kun et par gange tilbage til Helsinki. "Tavsheden på Järvenpää" blev noget af en myte: foruden talrige officielle gæster og kolleger tilbragte hans børn og børnebørn også deres ferie i Ainola.
Sibelius undgik offentlige udtalelser om andre komponister, men Erik W. Tawaststjerna og Sibelius' sekretær Santeri Levas har dokumenteret hans private samtaler, hvorunder han beundrede Richard Strauss og betragtede Béla Bartók og Dmitrij Sjostakovitj som de mest talentfulde fra den yngre generation. I 1950'erne promoverede han den unge finske komponist Einojuhani Rautavaara.
Hans 90 års fødselsdag i 1955 blev bredt fejret, og både Philadelphia Orchestra under Eugene Ormandy og Royal Philharmonic Orchestra under sir Thomas Beecham gav specielle fremførelser af hans musik.
Tawaststjerna omtaler også en anekdote om Sibelius' død:
"[Han] vendte tilbage fra sin sædvanlige morgenvandring. Opstemt, fortalte han sin kone Aino, at han havde set en flok traner nærme sig. "Der kommer de, min ungdoms fugle" udbrød han. Pludselig brød en af fuglene væk fra formationen og cirklede en gang over Ainola. Så vendte den tilbage til flokken for at fortsætte sin rejse."
To dage senere, den 20. september 1957, døde Sibelius af en hjerneblødning i en alder af 91 år i Ainola. Ved hans død blev hans 5. symfoni under ledelse af sir Malcolm Sargent sendt i Helsinki radio. Han ligger begravet i haven ved Ainola. En anden kendt finsk komponist, Heino Kaski, døde samme dag. Aino boede i huset de næste 12 år, til hun døde 8. juni 1969; hun er begravet ved siden af sin mand.

## Eftermæle
I 1972 solgte Sibelius' døtre Ainola til staten. Undervisningsministeriet og Finlands Sibelius-Samfund åbnede huset som museum i 1974. Den finske 100-mark seddel havde hans billede indtil 2002, da euroen blev indført. Siden 2011 har Finland fejret en flagdag den 8. december, komponistens fødselsdag, også kendt som "finske musikdag". År 2015, 150-årsdagen for komponistens fødsel, foregik en række specielle koncerter og arrangementer, især i Helsinki.
Den femårlige internationale Jean Sibelius-violinkonkurrence, der blev oprettet i 1965, Sibelius-monumentet, som blev afsløret i 1967 i Sibelius-parken i Helsinki, Sibelius-museet, der åbnede i Åbo i 1968, og koncertsalen Sibeliushuset i Lahti, der blev åbnet i 2000, blev alle navngivet til hans ære, ligesom asteroiden 1405 Sibelius.
Sibelius skrev dagbog i 1909-1944, og hans familie tillod, at det hele blev offentliggjort i 2005. Dagbogen blev redigeret af Fabian Dahlström og udkom på svensk i 2005. For at fejre komponistens 150-års jubilæum blev hele dagbogen også offentliggjort på finsk i 2015. Store mængder af Sibelius korrespondance er også blevet redigeret og udgivet på svensk, finsk og engelsk.

## Sibelius' værker
- 7 symfonier
- 12 symfoniske digtninge, blandt andre : En saga, opus 9 (1892/1902), Finlandia, Pohjolas datter og Tapiola
- 10 suiter: Karelia Suite opus 11 (1893), Kong Kristian II og Stormen er de mest kendte
- 21 bind klaverstykker
- 79 sange
- Violinkoncerten opus 47 (1903/05)

Selv om han ikke komponerede i de sidste 30 år af sit liv, var han sit lands musikalske hovedskikkelse og blev betragtet som et symbol på det uafhængige Finland.

### Orkesterværker
- Kullervo, symfoni for sopran- og baryton-solister, mandskor og orkester, opus 7, ca. 75 min. (1892)
- En saga, tonedigt, opus 9, ca. 18 min. (1892/1902)
- Karelia-suiten, opus 11, ca. 15 min. (1893/94)
- Lemminkäinen-suiten (Fyra legender ur Kalevala), opus 22, ca. 45 min. (1896/97)
- Finlandia, tonedigt, opus 26, ca. 8 mi.n (1899/1900)
- Symfoni nr. 1 i e-moll, opus 39, ca. 36 min. (1899/1900)
- Symfoni nr. 2 i D-dur, opus 43, ca. 45 min. (1902/03)
- Valse triste, opus 44:1, ca. 5 min. (1903/04)
- Violinkoncert i d-moll, opus 47, ca. 33 min. (1904/05)
- Pohjolas datter, symfonisk fantasi, opus 49, ca. 12 min. (1906)
- Pelléas et Mélisande, opus 46, ca. 30 min. (1905) (Skuespilmusik til dramaet med samme navn af Maurice Maeterlinck)
- Symfoni nr. 3 i C-dur, opus 52, ca. 30 min. (1907)
- Natlig ridt og solopgang, symfonisk fantasi, opus 55, ca. 15 min. (1908)
- Symfoni nr. 4 i a-moll, opus 63, ca. 35 min. (1911)
- Symfoni nr. 5 i Es-dur, opus 82, ca. 32 min. (1915/16/19)
- Symfoni nr. 6 (i d-moll), opus 104, ca. 27 min. (1923)
- Symfoni nr. 7 (i en sats) i C-dur, opus 105, ca. 21 min. (1924)
- Tapiola, tonedigt, opus 112, ca. 18 min. (1926)
- Andante festivo for strygeorkester, ca. 5 min. (komponeret for strygekvartet i 1922, arrangeret for strygeorkester i 1938)

### Kammermusik
- Strygekvartet i d-moll, Voces intimae, ca. 29 min. (1909)